# Sóti Klára
Sóti Klára (Kispest, 1930. augusztus 27. –) magyar grafikus, festőművész, illusztrátor, tervezőszerkesztő.

## Életpályája
Kispesten született. Már gyermekkorában sokat rajzolt. Az Iparrajz iskolában kezdett a rajzzal komolyabban foglalkozni, később Szépmíves Líceumra átnevezett iskolában olyan kiváló tanárai voltak, mint Emanuel Béla, Csáki-Maronyák József. 1949-ben érettségizett és attól az évtől a Magyar Képzőművészeti Főiskola hallgatója lett. Itt a  mesterei: Hincz Gyula, Konecsni György, Koffán Károly, Barcsay Jenő, Rabinovszky Máriusz voltak. Diplomamunkaként plakátokat festett (Molière: A fösvény, Illyés Gyula: Fáklyaláng, Dumas: A három testőr), amelyekkel szerepelt a Nemzeti Szalon plakátkiállításán 1955-ben. 1954-1959 között az Állami Bábszínháznál báb- és díszlettervezőként dolgozott. 1956-1988 között a Dörmögő Dömötör főmunkatársa volt. A Magyar Plakátalapítvány tagja. Önálló tervezőként a grafika különböző területein alkotott: illusztrációkat készített olvasókönyvekhez, mesekönyvekhez. Tervezett a MOKÉP számára mesefilm plakátokat, a Művészeti Alap pályázatain képes levelezőlapokat, rajzolt diafilmeket, készített emblémákat. Képgrafikai és festészeti területe a portré.

## Diafilmjei
- Tündér Ilona (1956; 2018)
- Anyu, végy egy hegyet nékem (1978; 2022)
- Hova futsz, te kicsi őz? (2022)

## Állami Bábszínházi munkáiból
- Ignácz Rózsa: Tündér Ibrinkó
- Képes Géza: János vitéz-átdolgozás
- Babszem Jankó
- Danila
- Csintalan bocsok

## Kiállításai
Az alábbi válogatott csoportos kiállításokon szerepeltek művei:
- Magyar plakátkiállítás, Nemzeti Szalon, Budapest (1955)
- Bécs, London, Prága, Varsó (1955)
- IV. Magyar Plakátkiállítás, Műcsarnok, Budapest (1961)
- Hazafias Népfront I. ker. (1985)
- Magyar Kultúra Alapítvány, Budapest (1995; 1996)
- Magyar Plakát Alapítvány, Budapest Kongresszusi Központ, Budapest (1997)
- Magyar Szalon ’97, Műcsarnok, Budapest  (1997)
- Magyar Plakátparnasszus II., Budapest Kongresszusi Központ, Budapest (1997)

## Publikációiból
- Dörmögő Dömötör (1956–1988)
- Kisdobos
- Kutiné Sahin-Tóth Katalin–Ligeti Róbert: Hófehérke és a hét törpe – Budapest, Ligeti, (1982) – kifestőkönyv
- Sóti Klára: Erre jár a Mikulás (1993) – kifestő és foglalkoztatófüzet
- Sóti Klára: Karácsonyi angyalka (1993) – kifestő és foglalkoztatófüzet
- Sóti Klára: Hópelyhecskék (1993) – kifestő és foglalkoztatófüzet
- Sóti Klára: Levél a Mikuláshoz (1994) – kifestő és foglalkoztatófüzet
- Sóti Klára: Boldog karácsonyt (1994) – kifestő és foglalkoztatófüzet
- Sóti Klára: Bukfenc a kisnyúl (1996) – kifestő és foglalkoztatófüzet
- Sóti Klára: Iskolába készülök 1-2. (1996) – kifestő és foglalkoztatófüzet
- Sóti Klára: Óvodás vagyok (1996) – kifestő és foglalkoztatófüzet

## Könyvillusztrációiból
- Ignácz Rózsa: Az igazi Ibrinkó (Ifjúság Könyvkiadó, 1956)
- Ságvári Endre: Óriások és törpék (Kossuth Könyvkiadó, 1957)
- Olvasókönyv 2. – az általános iskola 2. osztálya számára (Tankönyvkiadó)
- Énekeskönyv 3. – az általános iskola 3. osztálya számára (Tankönyvkiadó)
- Énekeskönyv 4. – az általános iskola 4. osztálya számára (Tankönyvkiadó)
- Géczy Etelka: Számolás-mérés 1. – az általános iskola 1. osztálya számára (Tankönyvkiadó)
- A maci ír 1. – írásmunkafüzet az általános iskola 1. osztálya számára (Tankönyvkiadó, 1985)
- Kun Magda: Fát ültetek – foglalkoztató könyv (A kis természetbarát – sorozat)

## Díjai, elismerései
- Szocialista kultúráért (1988)
- MIS lengyel gyermekújság nemzetközi 1. díj (Mosolygó Mackó-díj, 1989)